# Lojas Americanas
Lojas Americanas est une entreprise brésilienne de distribution. La société, via des chaînes de magasins Lojas Americanas installés à travers le pays, vend des biens de consommation et des biens semi-durables. Les magasins vendent des denrées alimentaires et non alimentaires, et fournit des facilités à ses clients par le biais de prêts personnels.
Elle est, en 2023, le cinquième plus grand groupe de distribution brésilien.

## Historique

### Scandale financier
La direction de l'entreprise reconnait en 2023 que les dettes d'Americanas atteignent 42,5 milliards de reais, un montant deux fois plus élevé que ce qu'elle admettait jusqu'alors et impossible à rembourser. Elle est alors placée en redressement judiciaire.
Elle admet cinq mois après sa mise en redressement avoir fait l’objet d’une vaste opération de « fraude » par l’administration de Miguel Gutierrez, son PDG entre 2001 et 2022. Celle-ci aurait gonflé les bénéfices au moyen de faux contrats publicitaires avec des fournisseurs ou de l’omission de prêts dans les rapports financiers, afin de multiplier primes et dividendes pendant que la société s’effondrait. Depuis les révélations, les actions d’Americanas ont perdu plus de 70 % de leur valeur en Bourse.